# Repubblica delle idee
La Repubblica delle Idee è una manifestazione culturale ideata nel 2012 dal direttore del quotidiano la Repubblica Ezio Mauro e curata fino al 2016 da Mauro Piccoli con la consulenza di Agorà Laterza. A questa manifestazione, incentrata ogni volta attorno a un tema diverso, intervengono personalità di primo piano della cultura, della politica, dell'industria e del mondo dello spettacolo. Lo scopo dell'evento è aprire discussioni e individuare idee su come affrontare problemi sociali, economici e politici di carattere generale.

## Storia della Repubblica delle idee
La prima edizione della rassegna si svolse a Bologna nel 2012 su quattro giornate; gli incontri e i dibattiti erano gratuiti e aperti al pubblico. I principali relatori presenti nella prima edizione, insieme al direttore Ezio Mauro e al fondatore Eugenio Scalfari, furono tra gli altri Altan, Lucia Annunziata, Corrado Augias, Alessandro Baricco, Stefano Bartezzaghi, Zygmunt Bauman, Stefano Benni, Bernardo Bertolucci, Tito Boeri, Massimo Bucchi, Fulvio Conti, Francesco De Gregori. Nell'ambito dell'evento fu assegnato anche il premio "Next" per l'innovazione a persone che presentavano idee relative a iniziative e progetti per il futuro.

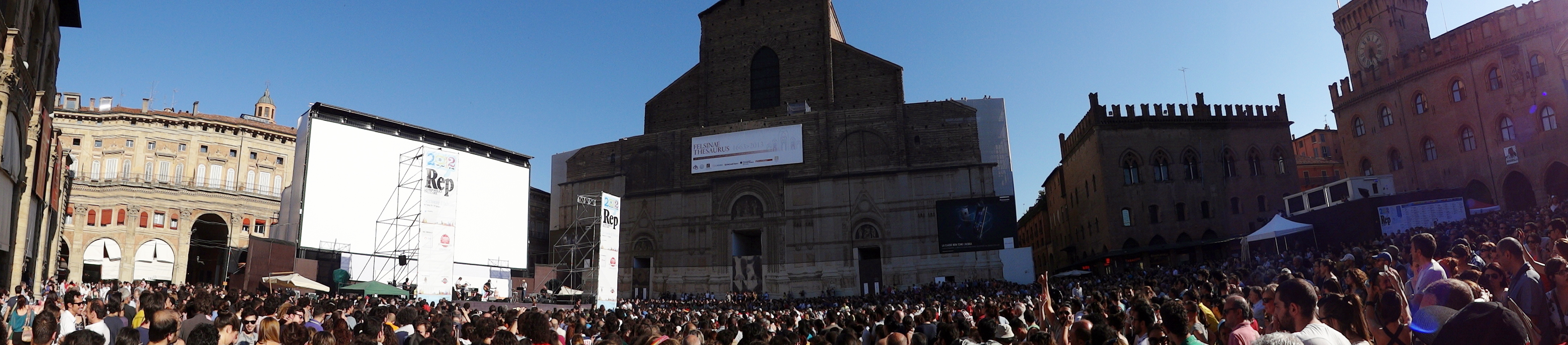
Francesco De Gregori alla Repubblica delle Idee a Bologna nel 2012

Nel 2013 si svolsero quattro edizioni della rassegna: la prima a Torino (2-3 febbraio), la seconda a Bari (20-21 aprile), la terza a Firenze (6-9 giugno) e la quarta a Venezia (11-13 ottobre).
Nell'edizione torinese, dal titolo "Fondata sul lavoro", sono intervenuti sul palco tra gli altri Sergio Marchionne, Tito Boeri, Paolo Ceretto, Carlo De Benedetti, Concita De Gregorio, Ilvo Diamanti, Oscar Farinetti, Piero Fassino, Luciano Gallino, Massimo Giannini, Maurizio Landini, Marco Paolini. Il premio "Next" è stato assegnato a Oscar Farinetti e Carlo Petrini.
Nell'edizione di Bari, dal titolo "In principio era il logos" tra le personalità intervenute vi furono Carlo De Benedetti, Michele Emiliano, Umberto Galimberti, Riccardo Luna, Ezio Mauro, Piergiorgio Odifreddi, Stefano Rodotà e Camillo Ruini.. In questa edizione la formula del premio Next venne modificata, adottando un voto via internet sul sito relativo per scegliere tra 12 start up da affiancare a nuove aziende già consolidate.
L'edizione fiorentina, dal titolo "Scrivere per ricominciare", è stata aperta da Ezio Mauro e Carlo De Benedetti. I maggiori relatori di questa edizione sono stati Dan Brown, Paolo Rumiz, Ermanno Olmi, Michela Murgia, Umberto Veronesi, Federico Rampini, Massimo Bucchi, Massimo Giannini, Stefano Rodotà, Gustavo Zagrebelsky, Serena Dandini. In chiusura, di domenica, sono intervenuti anche Matteo Renzi e Lorenzo Jovanotti.
L'edizione veneziana aveva per titolo "Europa ed Euro: fuori o dentro?". Tra i principali interventi vi sono stati quelli di Enrico Letta, Luigi Carrai, Massimo Giannini, Ezio Mauro, Federico Rampini, Martin Schulz, Flavio Tosi, Flavio Zanonato, Luca Zaia.
Nel 2014 si sono svolte tre edizioni della rassegna: a Napoli dal 5 all'8 giugno,  a Siena il 24 giugno, e una a Palermo il 18-19 ottobre.
Nell'edizione di Napoli si sono svolti 80 eventi con 180 relatori, con un'affluesnza di 50.000 presenze. I principali intervenuti stati: Gianni "Gipi" Pacinotti, Altan, Lucia Annunziata, Enzo Avitabile, Corrado Augias, Stefano Bartezzaghi, Zygmunt Bauman, Roberto Benigni, Nino Buonocore, Lucio Caracciolo, Gino Castaldo, Serena Dandini, Carlo De Benedetti, Luigi De Magistris, Teresa De Sio, Diego De Silva, Massimo Giannini, Riccardo Luna, Curzio Maltese, Ezio Mauro, Federico Rampini, Matteo Renzi, Gabriele Salvatores, Oliviero Toscani, Avion Travel, Fabio Volo.
Nella edizione di Siena l'evento principale è stato lo spettacolo sull'innovazione creato da Luna.
Nel 2015 la rassegna si è tenuta a Udine e Genova e nel 2016 a Roma.
Dal 2017 in avanti si è sempre tenuta a Bologna.
L'edizione 2023 si è svolta dall'8 all'11 giugno. Fra gli ospiti principali figurano Elly Schlein, Romano Prodi, Andrej Kurkov, Vera Politkovskaja, Stefano Massini, Francesco Piccolo, Chiara Valerio, Francesco Pannofino, Caterina Guzzanti, Giorgia.